# François Villiers
François Villiers  (París, 2 de marzo de 1920 – Boulogne-Billancourt, 29 de enero de 2009) fue un director, cineasta de documentales y guionista francés. Era el hermano del actor Jean-Pierre Aumont y tío de la actriz Tina Aumont.

## Biografía
François Émile Salomons era hijo de Alexandre Abraham Salomons, industrial de profesión y de la actriz Suzanne Cahen. Su hermano fue el actor Jean-Pierre Aumont. También es familiar del filósofo Henri Berr, del hombre de letras Émile Berr y del cómico Georges Berr.
Su primer largometraje fue Hans le marin de 1949, donde filmó junto con su hermano Jean-Pierre Aumont, junto a la esposa de este último, María Montez. Hizo una docena de películas entre ellas, L'Eau vive (1958), donde ganó el Globo de Oro a la mejor película en lengua no inglesa o Manika, una vida después, en 1989, donde consiguió el Premio del Público en el Cannes. Otras películas destacadas fueron La Verte Moisson con Jacques Perrin y Claude Brasseur, Pierrot la tendresse con Michel Simon, Jusqu'au bout du monde con Pierre Mondy, Le Puits aux trois vérités y Constance aux enfers con Michèle Morgan.
En la década de los 60, François Villiers se centró en la televisión, con las series Les Chevaliers du ciel (1967-1970), Jean-Christophe (1978), Les Chevaux du soleil (1980) o Quelques hommes de bonne volonté (1983) adaptación de la obra de Jules Romains.

### Vida privada
En 1949, se casó con Jeannine Rikh con la que tuvo cinco hijos: Mara Villiers·, Aruna Villiers y Patty Villiers, todos tres realizadores.

## Filmografía
Como director de cine
- 1943 : Croix de Lorraine en Italie, documental
- 1946 : Autour de Brazzaville, documental
- 1946 : L'île des saints, documental
- 1947 : Hollywood sans stars, documental
- 1947 : Hollywood-sur-Seine, documental
- 1948 : Autels des dieux, documental
- 1948 : La Grèce, problème mondial, documental
- 1948 : Amitiés Noires, cortometraje
- 1949 : Hans le marin
- 1949 : L'Amitié noire avec Germaine Krull (correalización)
- 1951 : Le Plus Grand Chantier d'Europe, documental
- 1952 : Des maisons et des hommes, documental
- 1953 : Londres-sur-Seine, documental
- 1954 : Barrage de Donzère-Mondragon, documental
- 1954 : Ils étaient tous des volontaires, documental
- 1955 : Deux bobines et un fil, cortometraje
- 1955 : Kalla, cortometraje
- 1958 : Le Foulard de Smyrne
- 1958 : L'Eau vive
- 1958 : Le Foulard de Smyrne, documental, con la voz de Jean Giono
- 1958 : La Duchesse, con la voz de Jean Giono
- 1959 : La Verte Moisson
- 1960 : Pierrot la tendresse
- 1961 : Le Puits aux trois vérités
- 1961 : Le lac, documentaire
- 1962 : Fumée, histoire et fantaisie (cortometraje)
- 1963 : Constance aux enfers
- 1963 : Jusqu'au bout du monde
- 1964 : L'Autre Femme
- 1966 : L'Affaire du camion 578, cortemetraje
- 1989 : Manika, une vie plus tard

Como director de televisión
- 1966: Un beau dimanche (Telefilm)
- 1967-1970: Les Chevaliers du ciel (serie)
- 1969: Les Enquêtes du commissaire Maigret, episodio La Nuit du carrefour
- 1972: Les Enquêtes du commissaire Maigret, episodio Maigret se fâche
- 1973 : Les Enquêtes du commissaire Maigret, eìsodio Mon ami Maigret
- 1974: Le soleil se lève à l'est (miniserie)
- 1975: L'Idiote (telefilm)
- 1977: C'est arrivé à Paris[8]
- 1978: Jean-Christophe (serie de televisión)
- 1980: Les Chevaux du soleil (serie de televisión)
- 1983: Quelques hommes de bonne volonté (miniserie)